# Robert Hardy (skådespelare)
Robert Hardy, född 29 oktober 1925 i Cheltenham, Gloucestershire, död 3 augusti 2017 i Northwood i Hillingdon i London, var en brittisk skådespelare.
Hardy fick sin skolutbildning vid internatskolan Rugby och scendebuterade 1949. Hardy ansågs vara en av Englands mest begåvade och mångsidiga skådespelare. För sitt arbete förlänades han 1981 Brittiska imperieorden av graden CBE.
För svensk publik var Hardy kanske mest känd som veterinären Siegfried Farnon i den populära TV-serien I vår Herres hage (All Creatures Great and Small) (1978–1990) och som Cornelius Fudge, Englands trolldomsminister, i filmerna om Harry Potter, eller som Abwehr-sergeanten Gratz i Människojakt (Manhunt) (1970).

## Filmografi i urval
- 1965 – Spionen som kom in från kylan
- 1970 – Människojakt
- 1971 – Stryparen på Rillington Place
- 1971 – Elizabeth R (TV-serie)
- 1978–1990 – I vår Herres hage (TV-serie)
- 1981 – Winston Churchill - The Wilderness Years (TV-serie)
- 1988 – Prinsen och mrs Simpson
- 1992 - The Case-Book of Sherlock Holmes (TV-serie)
- 1995 – Förnuft och känsla
- 2001 – En försvunnen värld (Miniserie)
- 2002 – Harry Potter och Hemligheternas kammare
- 2004 – Harry Potter och fången från Azkaban
- 2005 – Harry Potter och den flammande bägaren
- 2007 – Harry Potter och Fenixorden